# Horrorscope (Eve 6)
Horrorscope è il secondo album in studio del gruppo musicale statunitense Eve 6, pubblicato il 1º novembre 1999 dalla RCA Records.

## Accoglienza
| Recensione           | Giudizio |
| -------------------- | -------- |
| AllMusic             |          |
| Entertainment Weekly | B-       |
| Rolling Stone        |          |

Horrorscope ha ottenuto recensioni miste da parte dei critici musicali. Su Metacritic, sito che assegna un punteggio normalizzato su 100 in base a critiche selezionate, l'album ha ottenuto un punteggio medio di 53 basato su dieci recensioni.

## Tracce
Testi e musiche di Max Collins.
1. Rescue – 3:56
2. Promise – 2:56
3. On the Roof Again – 3:05
4. Sunset Strip Bitch – 3:18
5. Here's to the Night – 4:09
6. Amphetamines – 2:46
7. Enemy – 3:48
8. Nocturnal – 3:07
9. Jet Pack – 3:33
10. Nightmare – 3:07
11. Bang – 3:34
12. Girl Eyes – 3:45

## Classifiche
| Classifica (2000) | Posizione massima |
| ----------------- | ----------------- |
| Stati Uniti       | 34                |